# Англо-османська конвенція (1913)
Англо-османська конвенція 1913 — домовленість між Османською Портою та урядом Великої Британії про обмеження меж юрисдикції Османської імперії в регіоні Перської затоки на користь Великої Британії стосовно арабських шейхств Кувейт, Катар і Бахрейн. Також визнавався британський контроль над судноплавством по річці Шатт-ель-Араб. Переговори з цих питань йшли з 1911 р. за участю Німеччини та Франції і були тісно зв'язані з питанням про концесії на Багдадську залізницю.

За конвенцією, Британія погоджувалася на продовження німецької залізниці до Басри, з тим, що ця дорога не буде продовжена до Перської затоки. 
«Останні два роки перед Першою світовою війною заповнені германо-турецькими переговорами з питання про цю дорогу: вони привели (перед самим початком війни) до підписання попереднього договору, визнавши верховну владу Туреччини над Кувейтом; однак, одночасно з цим, підписані були особливі договори між шейхом Кувейту та англійським урядом, котрий робив Англію фактичною господинею цієї області», 
— писав Карл Радек. У контексті нещодавно програних нею Італо-турецької та 1-ї Балканської воєн, Османська імперія заявила про готовність зробити деякі поступки британцям (і арабським націоналістам). 29 липня 1913 британо-османська конвенція була підписана, але не ратифікована. Її головним наслідком було створення юридичної бази для формальної незалежності та визначення меж сучасного Кувейту. 

## Передумови
Неофіційні перемовини почались з отриманням Османами меморандуму від британського уряду, 29 липня 1911 року. У цей час було зрозуміло, що кінцева зупинка німецької залізниці буде розташована на території Кувейту, який в період від 1871 по 1875 був включений у склад вілайету Басра. Османська влада на території Кувейту носила номінальний характер. Не дивлячись на те, що офіційно князівство було під османською юрисдикцією, на його території не було жодного чиновника Порти. Для британської влади, яка мала стратегічні та торговельні інтереси стосовно Індії, були надважливо отримати вплив у Кувейті, а також у всьому регіоні Перської затоки.
Подальше розширення залізниці означало для британців збільшення впливу Османів у регіоні. Теперішня адміністрація, підбадьорена режимом Младотурків хотіла встановити ефективний контроль над південною частиною Кувейту. Також існувала загроза втручання інших європейських сил. У запропонованому меморандумі, британці шукали можливість врегулювати договір про Статус-кво 1901 року, в який внесено поправки стосовно чіткого визнання тих кордонів Кувейту, які були вигідними для Британії.
Велика Британія мала перевагу на перемовинах, які на засадах Баш на баш, велись через обмін меморандумами допоки не зайшли у глухий кут. Згідно з британськими умовами, Османи мали визнати автономію Кувейту та запропоновані кордони, а також передавали у склад нової держави острови Варба і Бубіян. В обмін на це Велика Британія мала визнати Османський сюзеренітет на Кувейтом. Оскільки вплив Стамбулу в регіону замітно впав, керівництво імперії вимушено було піти на поступки, майже нічого не отримавши в обмін. За останні десятиліття Османську імперію спіткало декілька невдач: деякі провінції отримали повну незалежність, деякі були анексовані іншими державами, або втрачені внаслідок конфліктів. Для внутрішньої політики було важливо тримати Кувейт у складі імперії, навіть якщо його перебування в імперії носило суто символічний характер. Османи також вважали, що укладання договору з британцями забеспечить підтримку британської сторони у вирішенні проблем, таких як вторгнення інших європейських держав, а також у разі виникнення конфліктів в інших частинах імперії. Британське давління призвело до відмови від розширення лінії залізниці до Кувейта, замість того її кінцева зупинка стала розташовуватись у Басрі. Надалі такі плани призвели до нових британських вимог: відмову Османів від Катару та зменшення впливу у водах Перської затоки. Британія також мала у планах заключити договір із Шейхом Катару Джасімом аль-Тані, стосовно нелегального збройного трафіку та миру на морі, а також шукала спосіб встановити повний контроль над затокою. Станом на 6 травня 1913 року, Османи та британці досягли домовленностей, та 29 липня 1913 року Конвенція була підписана, через два роки після відправлення першого меморандуму.       

### Неможливістьратифікації
Британо-османська конвенція була лише малою частиною на фоні ширших переговорних процесів. Постійно конкуруючі між собою європейські держави мали чисельні інтереси у регіоні, і саме це унеможливлювало ратифікацію Конвенції. Росія, Франція та Німеччина, до яких згодом приєдналась і Італія спричиняли тиск на Османів з метою змусити її піти на поступки стосовно залізниці. Процес ратифікації у подальшому був ускладнений великою кількістю двосторонніх перемовин, які велися Османською імперією з іншими європейськими державами. Питання про нафтові концесії було також серед основних проблем пермовин. На сам кінець, ратифікацію остаточно унеможливив то факт, що Османська та Британська імперії стали протиборствуючими сторонами, оскільки почалась Перша Світова Війна.

## Договір

### I.Кувейт
Перший параграф Конвенції містив 10 статей, які стосувалися статусу Кувейта та його кордони. Він містив протирічні положення, згідно з якими Британська імперія визнавала Кувейт автономним провінційним підрайоном Османської імперії в межах окресленої зеленої зони та обіцяла не встановлювати над ним протекторату в той час як, Османська імперія визнавала законність договорів, які формально закріплювали статус Кувейту як британского протекторату, а також його незалежний статус в межах червоної зони.
За договором Кувейт мав набути статусу «автономної кази Османської імперії". Таким чином Шейх Мубарак аль-Сабах одночасно визнавався і керівником, і каймаканом(Османська адміністративна посада)(1 стаття). Кувейт набув "подвійного" статусу, оскільки османські та британські поняття про "суверенітет" та "сюзеренітет" суттєво відрізнялись за значеннями і тому їх вживання уникалось у фінальному варіанті договору.
Статус автономної кази не дозволяв Османам втручатись у внутрішні справи країни, у питання стосовно спадковості влади, а також забороняв адміністративну, або військову окупацію. Дозволялося використовувати тільки той варіант османського прапору на якому було написано "Кувейт"(стаття 2).
За договором, Кувейт визнавався двома територіями, які були позначені, як зелена та червона зона на мапі - додатку до Конвенції. Червона зона позначалсь як та, яка є повною адміністративною автономією під управлінням шейха. Регіон був сформований у вигляді напівкола, з містом Кувейт у центрі, Хор аль-Зубайр на півночі та аль-Карайн на півдні(стаття 5). В його склад також входили острови Варба та Бубіян, які були серед основних питань, оскільки британці бачили у османських військових постах, розташованих на островах, загрозу.
Зеленою зоною позначався регіон, в якому шейх мав виконувати обов'язки османського каймакана. Племена, які проживали в середині зоно підпадали під владу "Шейха Кувейта", і як каймакан, він мав збирати з них податок(стаття 6). Важливість зеленої зони полягає в тому, що вона заклала сучасні кордони Кувейту.
Іншим основним положенням, на яке особливо звертали уваги Османи, було не встановлення протекторату над територією Кувейту(Стаття 4). Османи визнавали законність Британо-кувейтського договору 1899, а також договорів 1900 та 1904 років, за якими Кувейт зобов'язався не торгувати зброєю, а також дозволяв іншим європейським силам започатковувати поштові відділення. Визнавались земельні концесії, зроблені Шейхом на користь британського уряду(стаття 3).
Параграф містив і більш малозначні положення, якими визнавалося право Шейха на приватну власність у вілайєті Басра(стаття 9) та положення про екстрадицію(стаття 10).

### II.Катарта III.Бахрейн
Параграфи II та III містили положення, стосовно Катару та Бахрейну. Центральним питанням на перемовинах постало питання про їх статус. Британці спричиняли тиск на Османів, висуваючи вимоги, щоб останні відмовились від будь-яких претензій на ці території. Якщо б Османи отримали контроль над цими територіями, вони б мали право втручатись у будь-які справи у Перській затоці, що не задовільняло британців, оскільки вони мали на меті встановити монополію на володіння затокою.
Османи були згодні відмовитись від претензій на Бахрейн, оскільки були не здатні утримувати там владу. Іншою справою був Катар. Щодо питання влади, Османи стверджували, що імперія завжди могла ефективно керувати півостровом, а також не могла покинути території, які входять до її складу. Урешті-решт, після суттєвого тиску, імперія відмовлялась від претензій на обидві країни (статті 11 та 13). Була створена блакитна зона, межі якої позначали території під османською юрисдикцією. Проведені лінії відділили санджак Неджд від Катару. Лінія кордону блакитної зони починалась за декілька миль на південь від Закнунія (входив у санджак) і прогаляла на південь до Руб-аль-Калі (стаття 11). У договорі не зазначалося, що Закнунія увійде у склад санджаку Неджд. За це Османи заплатили 1000 фунтів шейху Бахрейну через посередництво британського уряду.
Османи відмовились від всіх претензій на Бахрейн, а британці пообіцяли не анексовувати територію(стаття 13), також не мали права зазіхати на підданих шейха Бахрейну, які проживали на території Османської імперії (стаття 15).

### IV.Перська затока
Останнім кроком закріплення британського домінування було формалізування влади імперії на території Перської затоки. Таким чином «задля забезпечення захисту особливих інтересів...у вільних водах Перської затоки та на кордонах незалежних шейхств, на південь від аль-Катару й до Індійського океану» британці, як і раніше, мали право:
- Зондувати, запалювати маяки, розташовувати буйки, патрулювати
- Здійснювати охорону порядку за допомогою морської поліції
- Здійснювати карантинні заходи безпеки.

## Наслідки
27 жовтня — шейх Кувейту Мубарак підписав зобов'язання про надання Великій Британії монопольних прав на розробку та видобуток нафти в його країні.